# Beleg van Doornik (1581)
Het Beleg van Doornik (10 oktober – 30 november 1581) was een Spaanse belegering van de Staatse stad Doornik tijdens de Tachtigjarige Oorlog.Doornik en Het Doornikse waren in die tijd onderdeel van de Habsburgse Nederlanden en hadden zich via de Pacificatie van Gent in november 1576 aangesloten bij de algemene opstand tegen het Spaanse Rijk. Het Spaanse leger onder aanvoering van landvoogd Alexander Farnese, de latere hertog van Parma, was de stad echter te veel; de Staatsen bleken niet in staat een groot leger in te zetten om een ontzet te bieden, waarna de stad bij verdrag weer overging naar Spaanse zijde.

## Aanloop
Eind 1579 vond er een muiterij plaats onder de vier Engelse vendels onder bevel van Edward Norreys die in Doornik waren gelegerd. De Staten van Vlaanderen hadden de Engelse troepen in Staatse dienst onvoldoende soldij betaald, waarover Oranje in januari 1580 klaagde bij de Vier Leden van Vlaanderen. Een meevaller was dat in februari 1580 staatsgezinden de stad Kamerijk uitleverden aan Frans van Anjou (aan wie de Staten-Generaal in september 1580 de soevereiniteit over de Nederlanden verleenden); zo werden de loyalistische provincies van de Unie van Atrecht zowel vanuit het noorden als het zuiden bedreigd.
Parma begon in september 1580 Kamerijk te belegeren, maar had niet genoeg Nederlandse en Duitse troepen tot zijn beschikking. Hij vroeg daarom de loyalistische Staten-Generaal in februari 1581 te Bergen toestemming om buitenlandse troepen te werven. Hoewel de Unie van Atrecht bepaalde dat Spaanse soldaten mochten worden teruggeroepen in geval van een buitenlandse invasie (wat Anjou's inname van Kamerijk volgens Parma betekende), weigerden de Staten dit. Toen Anjou in augustus met 8.000 infanterie en 3.000 cavalerie aan versterkingen de grens overstak, kon Parma niets anders doen dan het beleg van Kamerijk opbreken.
Nadat Anjou Kamerijk op 18 augustus 1581 had ontzet, nam hij nog wat onbeduidende plaatsen in de omgeving in. Daarna dankte hij het leger af en ging naar Engeland (aankomst 1 november 1581) om een huwelijksaanzoek te doen aan koningin Elizabeth, maar zij weigerde (22 november). Parma, die zijn leger had moeten terugtrekken voor het Franse leger van Anjou, kon dankzij afwezigheid van Franse en Staatse troepen ongestoord beginnen aan zijn belegering op Doornik. Hij zou een groot voordeel kunnen halen met de afwezigheid van de stadhouder van Doornik, Peter van Melun (prins van Epinoy), die met een deel van het garnizoen zich in de Grevelingen bevond. Het bevel was nu in handen van zijn vrouw, Christina van Lalaing, dochter van Karel II van Lalaing en een nichtje van Filips van Montmorency (de onthoofde graaf van Horne). Parma had met schepen zijn leger en toebehoren vanuit Valenciennes, Bergen en Douay laten komen.

## Beleg

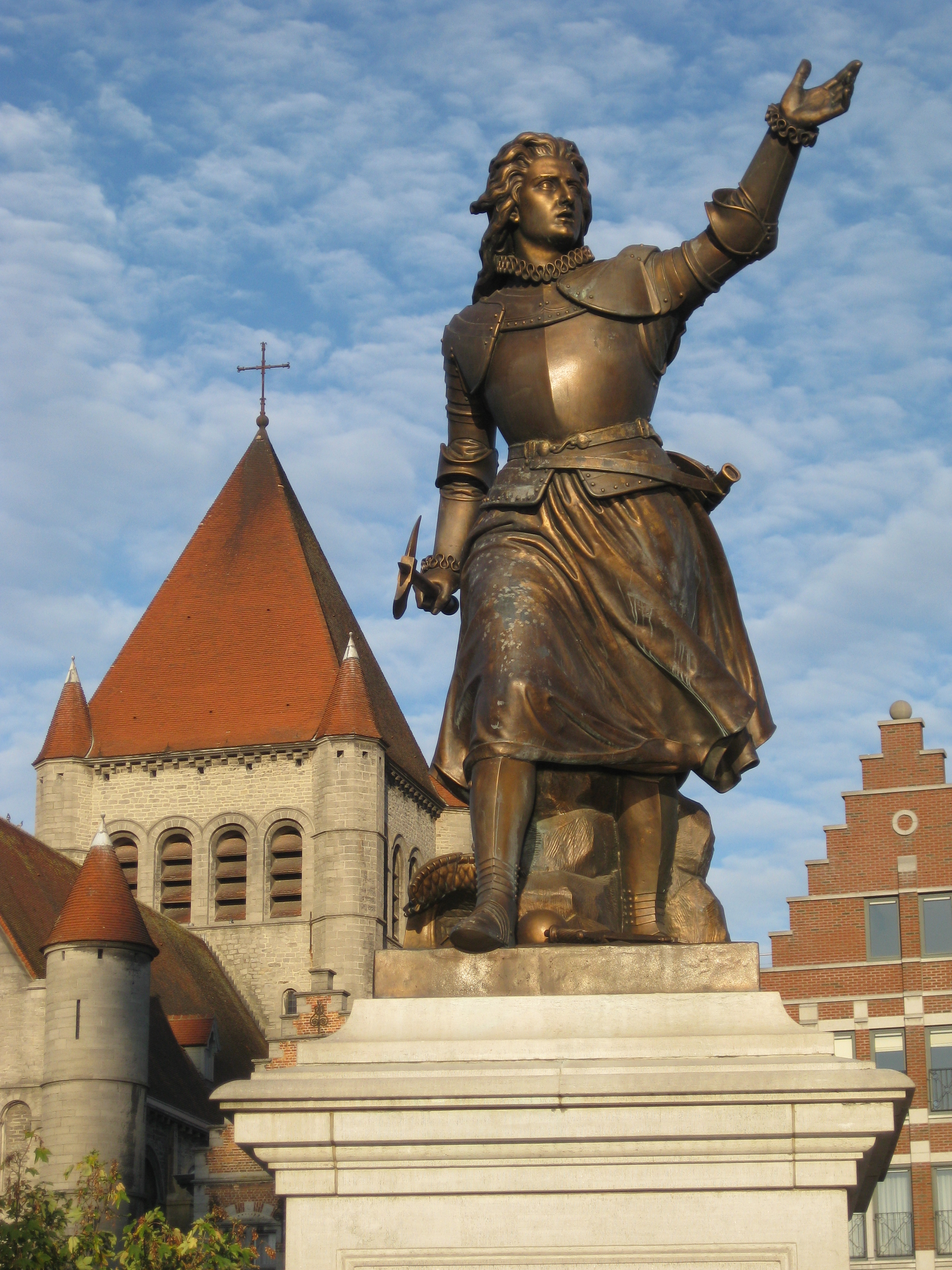
Standbeeld van de strijdende prinses te Doornik

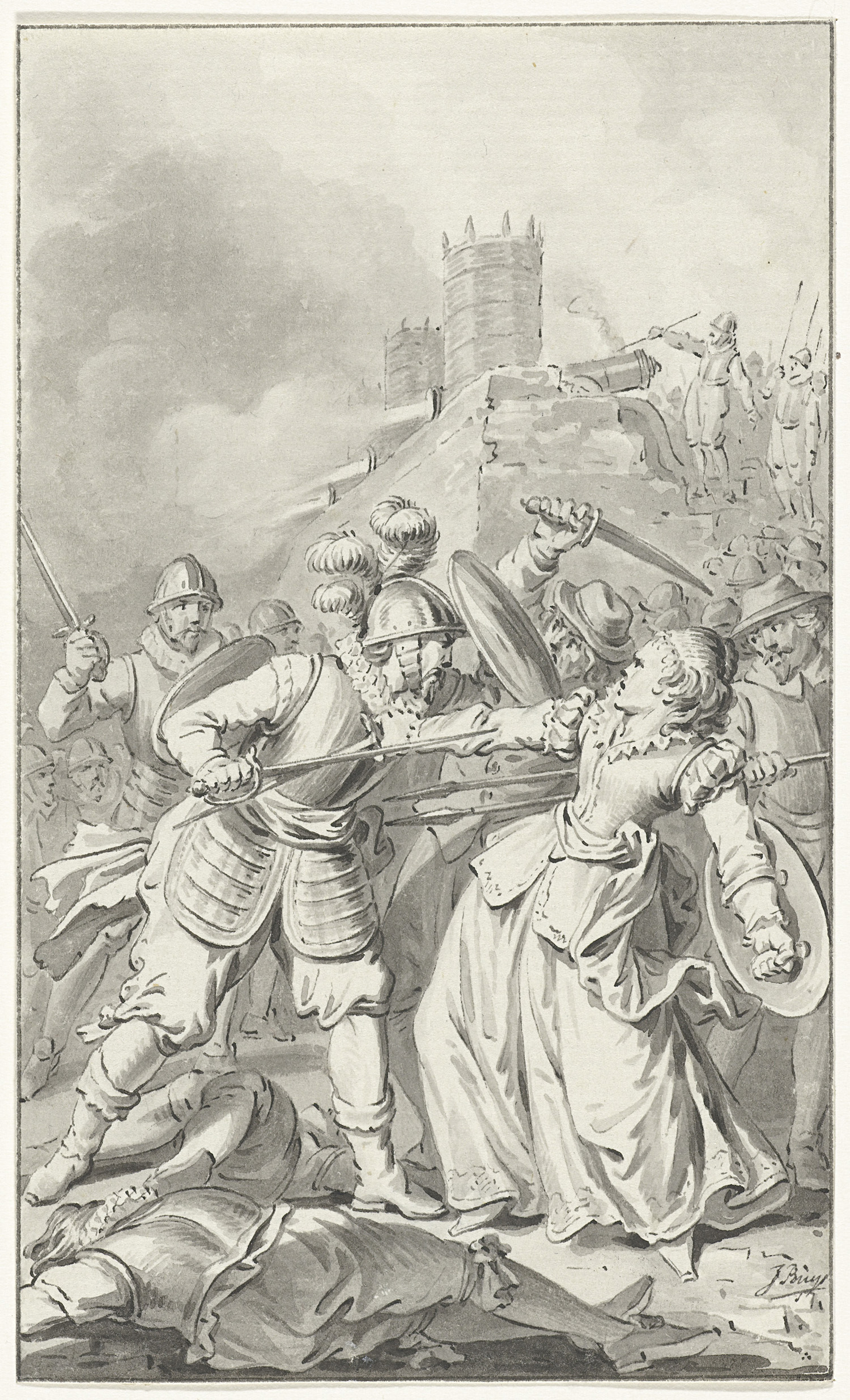
De prinses raakt gewond, fantasietekening door Jacobus Buys (Collectie: Rijksmuseum)

Voor Doornik aangekomen liet Parma zijn oog vallen op een bolwerk naast de Sint-Maartenspoort. Het bolwerk lag hoger dan de rest van de stad, daarom zou het waterpeil van de gracht daar lager staan dan elders. Dit bolwerk zou de sleutel zijn tot de stad, alleen zouden de flankerende waltorens daarvoor moeten worden stukgeschoten. Parma had vijf van die torens stuk laten schieten toen hij tachtig soldaten een uitval liet wagen het bolwerk in te nemen. De soldaten hadden echter geen enkele dekking waardoor de aanval werd afgeslagen. Er kwamen vanuit de stad steeds aanvallers via een brug. Parma liet daarna approches graven en tegelijkertijd de brug beschieten. Nu konden de verdedigers niets meer uitrichten tegen Parma's troepen en viel het bolwerk in Spaanse handen. De verdedigers trokken zich terug in de stad. Op het bolwerk werden nu kartouwen geplaatst waarmee de stad bestookt kon worden. Intussen hadden verspieders uit de stad gemerkt dat Parma zich dagelijks terugtrok met enkele officieren, in een huisje nabij een steenoven. Men besloot een kanon te richten op dat huisje.
De kanonnade kostte Parma bijna zijn leven. Het huisje werd geraakt, stortte in en Parma raakte onder het puin bedolven. Twee mensen verloren daarbij hun leven, Parma raakte gewond aan zijn hoofd en schouders, bloedde hevig, maar overleefde de aanslag en zag zijn overleving als een teken van God. Hij beval meteen iedereen weer naar zijn post terug te keren en over te gaan tot op de orde van de dag. Dit was uit vrees dat men naar aanleiding van het voorval een uitval zou ondernemen vanuit de stad.
De prinses van Epinoy, Christina van Lalaing, verdedigde de stad dapper. Dagelijks was zij op de muren aanwezig, om de verdedigingswerken te schouwen. Zelfs toen zij gewond raakte liet ze niet verstek gaan. Parma had approches laten graven en een bestorming laten uitvoeren, maar deze aanval werd succesvol afgeslagen. Het lukte zelfs een klein groepje Staatse soldaten binnen de stad te komen wat even hoop gaf binnen de stad.
Peter van Melun probeerde tussentijds een leger te mobiliseren. De Staatsen bleken niet in staat om een leger te organiseren dat groot genoeg was om met succes de stad de kunnen ontzetten. De prins van Epinoy zou daardoor zijn hoop moeten laten varen. Hij was wel met drie vendels soldaten vanuit Oudenaarde vertrokken. Ze probeerden van die kant een doorgang naar Doornik te vinden. Nu was het de gewoonte van Parma om tijdens een beleg regelmatig verkenners rondom de belegerde plaats te sturen. Toevallig had Parma die dag een grotere groep dan gebruikelijk op pad gestuurd. Tachtig piekeniers en net zoveel soldaten gewapend met een vuurroer had hij naar Oudenaarde gezonden voor een verkenning. Zij troffen elkaar halverwege. Na hevige gevechten werd deze slag gewonnen door de Spanjaarden. De prins verloor zestig soldaten. De Spaansen brachten als buit zesenveertig gevangenen, paarden, wapens en vaandels mee naar Parma. Parma beval de buit tentoon te stellen op het ingenomen bolwerk naast de Sint Maartenspoort, zodat men deze vanuit de stad goed kon zien en denken dat een uitzicht op ontzet hopeloos was.
Er werd een bericht gezonden naar het kasteel: men was niet in staat om de stad een ontzet aan te bieden. Op het kasteel liet men toen alle hoop varen. De katholieke inwoners hadden al met een opstand gedreigd, zelfs de calvinisten eisten een eervolle overgave. Parma was bereid om die eervolle overgave in te willigen. De koningstroepen lieten de prinses met de gehele bezetting van het kasteel, met bagage en volledige krijgseer, het kasteel verlaten. Bij het verlaten van de stad ontving de prinses zulke daverende toejuichingen, dat het meer leek dat zij overwinnaar was, dan verliezer. Op 30 november trok Parma de stad in.

## Nasleep

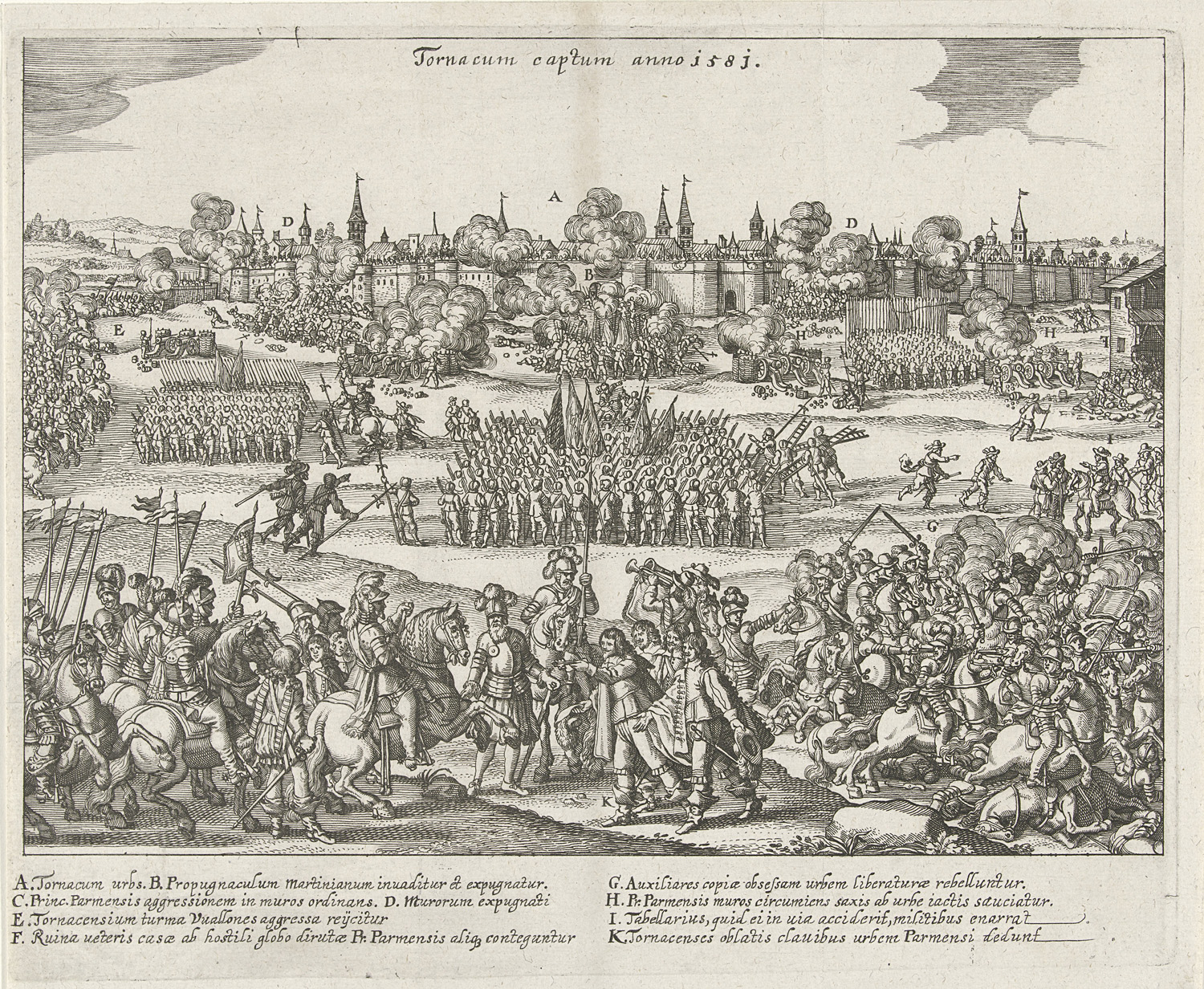
Fantasietekening van Giacinto Gimignani uit 1606 (Collectie: Rijksmuseum)

Parma had bij de overgave bedongen dat men hem twee maal honderdduizend gulden moest betalen om plundering af te kopen, de hervormden moesten binnen drie maanden de stad verlaten en in die periode hun bezittingen verkopen. Geestelijken kwamen hun beklag doen bij Parma. De prinses zou met het verlaten van de stad goud en zilver van de kerk, geld van bijzondere personen en koopmansgoederen hebben meegenomen. Parma was hoogst verontwaardigd en stuurde ruiters achter de prinses aan. De ruiters vorderden de wederrechtelijke verkregen goederen terug en Parma zorgde nadien dat de goederen weer bij de rechtmatige eigenaar terechtkwam. De prinses genoot desalniettemin van een zekere roem na haar heldhaftige handelen. Lang zou ze daarvan niet kunnen genieten, ze stierf het volgend jaar in Antwerpen. In Doornik werd in 1863 een standbeeld voor haar opgericht.
Willem van Oranje had bij de Staten-Generaal er op aangedrongen dat er iets einde moest worden aan de onhoudbare situatie van een tussenregering. Hij wenste dat Anjou terug zou keren naar de Nederlanden om een einde te maken aan de strijd tegen het Spaanse Rijk. Hij had intussen een gezant naar Engeland gestuurd. Anjou zou intussen nog maanden zoet zijn met zijn huwelijksaanzoek aan de Engelse koningin.
Parma zou op 8 april 1582 een zware klus krijgen met het Beleg van Oudenaarde waarvan de vestingwerken dan juist versterkt en verbeterd zijn. Anjou die weer terug in de Nederlanden is blijkt niet in staat dat beleg op te breken.
In 1856 schreef historicus Isidore Diegerick: 'Toen in augustus 1581 de hertog van Anjou erin slaagde de door de prins van Parma belegerde stad Kamerijk te ontzetten, was men nog heel ver weg van de verwachting dat de stad Doornik enkele weken later in de macht van de Spanjaarden zou vallen. Er is vaak gezegd dat, als in plaats van zich terug te trekken naar Frankrijk en zijn leger te laten verdwijnen, Frans van Valois de troepen van Farnese zou hebben achtervolgd, de stad Doornik nooit belegerd noch ingenomen zou zijn en alle zaken van de Staten-Generaal een geheel andere wending zouden hebben genomen.' Maar daartoe was Anjou's leger niet in staat: 'Het geld ontbrak om het te onderhouden en de constante klachten die er van alle kanten kwamen toonden afdoende aan dat het land niet in staat was om zijn troepen te betalen, noch om nieuwe te werven om de belegering van Doornik te voorkomen.' Prins Willem van Oranje gaf tijdens een toespraak in de Staten-Generaal de schuld aan de Staten die zouden hebben geweigerd meer geld aan defensie uit te geven: 'Vandaag, nu Doornik wordt belegerd, hebben wij geen middelen, niet alleen niet om het beleg op te heffen, maar ook niet om de vijand te naderen. En als u zich afvraagt wie daarvan de schuld gegeven moet worden, dan antwoord ik dat het aan u is, heren, en aan anderen, die mijn advies hebben verworpen...' Oranje hield deze toespraak op 1 december 1581; hij wist nog niet dat de stad de dag ervoor al gevallen was aan de Spanjaarden.